# 創達科技
創達科技控股有限公司，簡稱創達科技控股，以及創達科技，（英語：CW Group Holdings Limited，港交所：1322），前名為創興集團控股有限公司，是一家從事精密工程解決方案供應商以及製造機床的公司。
創興集團在2012年3月在香港進行公開招股，招股價介乎1.33至1.73港元，集資最多2.811億元。創興集團引入了七匹狼為首次公開發售前投資者。其後，創興集團被創興銀行指控中文名稱涉及商標侵權及假冒，因而取消上市。創興集團原名為綽偉集團，因旗下產品自2006年起使用創興為公司品牌，因而在2012年2月21日易名為創興集團。
最後經雙方修訂異議，「創興」及「Chong Hing」只能用於香港地區，故此押後在2012年4月13日於香港交易所主板上市。
在2015年4月30日接到港交所通告，擬正式採納中文名稱「創達科技控股有限公司」為本公司雙重外文名稱，已被開曼群島公司註冊處批准。

## 外部連結
- cwgroup-int.com （页面存档备份，存于）
- 創興集團（創達科技控股有限公司前身）招股章程 （页面存档备份，存于）